# Alexandru Brădățan
Alexandru Brădățan (* 9. Juni 1989 in Gura Humorului) ist ein rumänischer Fokloresänger.

## Leben
Alexandru Brădățan sang bereits in früher Kindheit vor Publikum. Er studierte nach dem Schulabschluss an der Fakultät für Geschichte und Geographie der Universität „Ștefan cel Mare“ Suceava und Gesang an der Musikakademie „Gheorghe Dima“ in Cluj-Napoca. 2005 nahm er sein erstes Stück mit dem Titel Asta-i hora mare auf. 2007 und 2008 nahm er an allen Festivals des Landes teil. Während dieser Zeit gewann er mehr als 15 Preise, darunter das den ersten Preis des Mamaia-Festival und des Wettbewerbs „Volksschatz – Die Erben“. Zahlreiche seiner Lieder sind bislang von Maria Macovei, einer Sängerin und Mentorin Brădățans, komponiert.